# Emtmannsberg
Emtmannsberg es un municipio situado en el distrito de Bayreuth, en el estado federado de Baviera (Alemania). Tiene una población estimada, a fines de 2020, de 1053 habitantes.
Está ubicado al norte del estado, en la región de Alta Franconia, cerca de la frontera con el estado de Turingia.